# 里耶勒莱索
里耶勒莱索（法語：Riel-les-Eaux，法語發音：[ʁjɛl le.z‿o]）是法国科多尔省的一个市镇，位于该省北部，属于蒙巴尔区。

## 地理
里耶勒莱索（47°58'30"N, 4°40'28"E）面积25.77 平方千米，位于法国勃艮第-弗朗什-孔泰大區科多尔省，该省份为法国中东部省份，北起奥布省，西接涅夫勒省和约讷省，南至索恩-卢瓦尔省，东南接汝拉省，东临上索恩省，东北部与上马恩省接壤。
与里耶勒莱索接壤的市镇（或旧市镇、城区）包括：坎凡、欧特里库尔、乌尔斯河畔伯朗、比塞拉科特、热夫罗勒、奥布河畔蒙蒂尼、图瓦尔、奥布河畔朗蒂。
里耶勒莱索的时区为UTC+01:00、UTC+02:00（夏令时）。

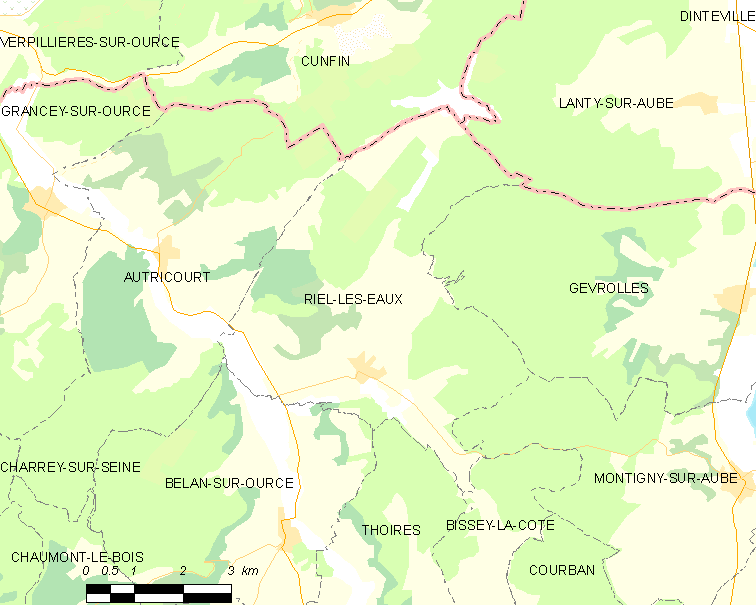
里耶勒莱索的OSM定位图

## 行政
里耶勒莱索的邮政编码为21570，INSEE市镇编码为21524。

## 政治
里耶勒莱索所属的省级选区为塞纳河畔沙蒂永县。

## 交通
科多尔省省道D22线和D22E线在境内交汇。

## 人口

1962-2008年间里耶勒莱索人口变化图示

里耶勒莱索于2022年1月1日时的人口数量为93人。